# Väyrynenita
La väyrynenita és un mineral de la classe dels fosfats. Rep el seu nom de Heikki Allen Väyrynen (1888-1956), professor de mineralogia.

## Característiques
La väyrynenita és un fosfat de fórmula química Mn2+Be(PO₄)(OH,F). Cristal·litza en el sistema monoclínic. La seva duresa a l'escala de Mohs és 5.
Segons la classificació de Nickel-Strunz, la väyrynenita pertany a «08.B - Fosfats, etc. amb anions addicionals, sense H₂O, amb cations de mida petita i mitjana» juntament amb els següents minerals: bergslagita, herderita, hidroxilherderita i babeffita.

## Formació i jaciments
Es troba com a producte d'alteració del beril i la trifilita, en pegmatites granítiques complexes. Va ser descoberta a la pegmatita Viitaniemi, a l'àrea d'Eräjärvi, a Orivesi, a les regions occidentals i interiors de Finlàndia. Sol trobar-se associada a altres minerals com: eosforita, moraesita, hurlbutita, beril·lonita, ambligonita, apatita, turmalina, topazi, moscovita, microclina i quars.